# Калиновка (Семёновский район)
Калиновка (укр. Калинівка) — село, Жовтневый сельский совет, Семёновский район, Полтавская область, Украина.
Код КОАТУУ — 5324582008. Население по переписи 2001 года составляло 330 человек.

## Географическое положение
Село Калиновка находится в 2-х км от правого берега реки Кривая Руда, выше по течению на расстоянии в 4,5 км расположено село Толстое,
ниже по течению на расстоянии в 8 км расположено село Оболонь.

## История
В 1787 году в селе числилось 317 жителей и оно принадлежало генерал-майору Шамшеву. Присутствует на карте 1812 года как Кривая Руда.